# Shelley Kerr
Michelle Kerr (ur. 15 października 1969 w Broxburn) – szkocka piłkarka występująca na pozycji obrończyni oraz trenerka. 
W trakcie swojej kariery grała w takich zespołach, jak Edinburgh Dynamo, Inveralmond Thistle, Heart of Midlothian, Giuliano's, Kilmarnock, Doncaster Rovers Belles, Hibernian oraz Spartans. Jako szkoleniowiec prowadziła takie drużyny, jak Kilmarnock, Hibernian, Spartans, reprezentacja Szkocji do lat 19, Arsenal, Stirling University oraz reprezentacja Szkocji.
Odznaczona Kawalerią Orderu Imperium Brytyjskiego (MBE).